# Visznek
Visznek is een plaats (község) en gemeente in het Hongaarse comitaat Heves. Visznek telt 1236 inwoners (2002).